# 솔로 천국
〈솔로 천국〉(おひとりさま天国 오히토리사마텐고쿠[*])는 일본의 여성 아이돌 그룹 노기자카46의 33번째 싱글이다. 2023년 8월 23일에 N46Div.를 통해 발매되었다. 센터는 이노우에 나기가 맡았다.